# L'Orbecc-Oronte

L'Orbecc-Oronte est une tragédie en cinq actes de Jean-Édouard Du Monin publiée en 1585 dans le recueil intitulé Le Phoenix de Jan Édouard Du Monin. Elle est adaptée de l'Orbecce de Giovanni Battista Giraldi.

## Résumé
Séline, assassinée par son mari Sulmon, se venge « par l'intermédiaire de sa fille Orbecce, qui avait involontairement dénoncé ses pratiques incestueuses ». (G. Banderier).

## Citation
L'OMBRE DE SÉLINE

Carnassière Furie, artisane d'horreurs,

Sang aîné de la Nuit, l'enfer même aux fureurs !

Pourquoi cruellement viens-tu rompre la trêve,

Que j'avais du tourment qui plus que toi me grève? (I,1)

### Édition originale
- Le Phoenix de Jan Édouard Du Monin, Paris, Guillaume Bichon, 1585

### Édition moderne
- Gilles Banderier, « La Tragédie à l'époque d'Henri III », Théâtre français de la Renaissance, 2e série, vol. 4 (1584-1585), Paris, PUF, p. 107-209.

### Études
- James Dauphiné, « Du songe dans L'Orbecche de Giraldi et L'Orbecc-Oronte de Du Monin », Mélanges offerts au Pr. Maurice Descotes, Y-A. Favre et C. Manso, Pau, PU, 1988, p. 187-197.
- James Dauphiné, « Du Monin dramaturge », Bulletin de l'association Guillaume-Budé, 1991, p. 194-203.
- (it) Rosanna Gorris, « Tragedia come apologo della crudeltà : il caso di Orbecc-Oronte », Studi di letteratura francese, XVIII : Tragedia e sentimento del tragico nella letteratura francese del Cinquecento, Firenze, Olschki, 1990, p. 48-71.